# Бајић (презиме)
Бајић је српскохрватско презиме, патроним настао од надимка мушког рода Баја. Може се односити на:
- Брана Бајић, британска глумица босанског порекла
- Бранимир Бајић (рођен 1979), босански фудбалер
- Бранислав Бајић (рођен 1977), српски фудбалер
- Бранко Бајић (рођен 1998), босански фудбалер
- Дарко Бајић (рођен 1955), српски филмски режисер
- Делимир Бајић (рођен 1983), босанскохерцеговачки фудбалер
- Драган Бајић (рођен 1973), бх. кошаркашки тренер и бивши играч
- Ђорђе Бајић (рођен 1975), српски писац, књижевни и филмски критичар
- Исидор Бајић (1878-1915), српски композитор
- Мане Бајић (1941–1994), српски фудбалер
- Миленко Бајић (1944-2009), босанско-херцеговачки и југословенски фудбалер и менаџер
- Милош Бајић (1915-1995), српски сликар
- Милош Бајић (рођен 1994), босанскохерцеговачки фудбалер
- Недељко Бајић Баја (рођен 1968), српски певач
- Радош Бајић (рођен 1953), српски глумац и сценариста